# Phase finale de la Ligue Europa 2012-2013
Cet article présente les résultats détaillés de la phase finale de l'édition 2012-2013 de la Ligue Europa.

## Qualification
Participent à la phase finale
- les douze vainqueurs de groupe de Ligue Europa ;
- les douze deuxièmes de groupes de Ligue Europa ;
- les huit troisièmes de groupe repêchés de la Ligue des Champions.

### Tirage au sort des seizièmes de finale
| Rang | Équipe                   | Pts | J | G | N | P | Bp | Bc | Diff |
| ---- | ------------------------ | --- | - | - | - | - | -- | -- | ---- |
| 1    | Chelsea FC               | 10  | 6 | 3 | 1 | 2 | 16 | 10 | +6   |
| 2    | CFR Cluj                 | 10  | 6 | 3 | 1 | 2 | 9  | 7  | +2   |
| 3    | Olympiakos               | 9   | 6 | 3 | 0 | 3 | 9  | 9  | 0    |
| 4    | Benfica Lisbonne         | 8   | 6 | 2 | 2 | 2 | 5  | 5  | 0    |
| 5    | Zénith Saint-Pétersbourg | 7   | 6 | 2 | 1 | 3 | 6  | 9  | -3   |
| 6    | BATE Borisov             | 6   | 6 | 2 | 0 | 4 | 9  | 15 | -6   |
| 7    | Dynamo Kiev              | 5   | 6 | 1 | 2 | 3 | 6  | 10 | -4   |
| 8    | Ajax Amsterdam           | 4   | 6 | 1 | 1 | 4 | 8  | 16 | -8   |

Le tirage est réalisé de sorte que les équipes d'une même association ou d'un même groupe du tirage au sort ne se rencontrent pas. De même, les têtes de série doivent affronter des non-têtes de série et les recevoir lors du match retour, la liste des participants étant divisée en têtes de série et non-têtes de série selon :
- qu'une équipe provenant de la phase de groupe de Ligue Europa ait terminé première ou deuxième de son groupe ;
- qu'une équipe provenant de la phase de groupe de Ligue des Champions fasse partie des quatre meilleurs au classement des troisièmes (cf tableau ci-contre).

La liste des équipes de cette phase finale :
| Participent à la phase finale (32) | Participent à la phase finale (32)  | Participent à la phase finale (32) |
|                                    | Têtes de série                      | Non-têtes de série                 |
| Groupe                             | Vainqueur de groupe de Ligue Europa | Deuxième de groupe de Ligue Europa |
| ---------------------------------- | ----------------------------------- | ---------------------------------- |
| A                                  | Liverpool                           | Anji Makhatchkala                  |
| B                                  | Viktoria Plzeň                      | Atlético Madrid                    |
| C                                  | Fenerbahçe                          | Borussia Mönchengladbach           |
| D                                  | Girondins de Bordeaux               | Newcastle United                   |
| E                                  | Steaua Bucarest                     | Stuttgart                          |
| F                                  | FK Dnipro                           | SSC Napoli                         |
| G                                  | Genk                                | FC Bâle                            |
| H                                  | Rubin Kazan                         | Inter Milan                        |
| I                                  | Lyon                                | Sparta Prague                      |
| J                                  | Lazio Rome                          | Tottenham Hotspur                  |
| K                                  | Metalist Kharkiv                    | Bayer Leverkusen                   |
| L                                  | Hanovre 96                          | Levante                            |
|                                    | Repêché de Ligue des Champions      | Repêché de Ligue des Champions     |
|                                    | Chelsea FC                          | Zénith Saint-Pétersbourg           |
|                                    | CFR Cluj                            | BATE Borisov                       |
|                                    | Olympiakos                          | Dynamo Kiev                        |
|                                    | Benfica Lisbonne                    | Ajax Amsterdam                     |

La phase finale de la Ligue Europa 2012-2013 a commencé le 14 février 2013 avec les 16es de finale et se terminera le 15 mai 2013 avec la finale à l'Amsterdam ArenA à Amsterdam, aux Pays-Bas.

## Tirages au sort et dates
Tous les tirages au sort se déroulent à Nyon, en Suisse.
| Tour                | Date du tirage au sort              | Aller                                      | Retour                                     |
| ------------------- | ----------------------------------- | ------------------------------------------ | ------------------------------------------ |
| Seizièmes de finale | 20 décembre 2012, 14:00             | 14 février 2013                            | 21 février 2013                            |
| Huitièmes de finale | 20 décembre 2012, 14:00             | 7 mars 2013                                | 14 mars 2013                               |
| Quarts de finale    | 15 mars 2013, 13:00                 | 4 avril 2013                               | 11 avril 2013                              |
| Demi-finales        | 12 avril 2013, Horaire à déterminer | 25 avril 2013                              | 2 mai 2013                                 |
| Finale              | 12 avril 2013, Horaire à déterminer | 15 mai 2013 à l'Amsterdam ArenA, Amsterdam | 15 mai 2013 à l'Amsterdam ArenA, Amsterdam |

### Seizièmes de finale
Les matchs aller se jouent le 14 février et les matchs retour le 21 février 2013.
| Équipe 1                 | Résultat       | Équipe 2         | Aller | Retour |
| ------------------------ | -------------- | ---------------- | ----- | ------ |
| BATE Borisov             | 0 - 1          | Fenerbahçe       | 0 - 0 | 0 - 1  |
| Inter Milan              | 5 - 0          | CFR Cluj         | 2 - 0 | 3 - 0  |
| Levante                  | 4 - 0          | Olympiakos       | 3 - 0 | 1 - 0  |
| Zénith Saint-Pétersbourg | E3 - 3         | Liverpool FC     | 2 - 0 | 1 - 3  |
| Dynamo Kiev              | 1 - 2          | Bordeaux         | 1 - 1 | 0 - 1  |
| Bayer Leverkusen         | 1 - 3          | Benfica Lisbonne | 0 - 1 | 1 - 2  |
| Newcastle United         | 1 - 0          | Metalist Kharkiv | 0 - 0 | 1 - 0  |
| Stuttgart                | 3 - 1          | Genk             | 1 - 1 | 2 - 0  |
| Atlético Madrid          | 1 - 2          | Rubin Kazan      | 0 - 2 | 1 - 0  |
| Ajax Amsterdam           | 2 - 2 2 - 4tab | Steaua Bucareșt  | 2 - 0 | 0 - 2  |
| FC Bâle                  | 3 - 1          | FK Dnipro        | 2 - 0 | 1 - 1  |
| Anji Makhatchkala        | 4 - 2          | Hanovre 96       | 3 - 1 | 1 - 1  |
| Sparta Prague            | 1 - 2          | Chelsea FC       | 0 - 1 | 1 - 1  |
| Borussia Mönchengladbach | 3 - 5          | Lazio Rome       | 3 - 3 | 0 - 2  |
| Tottenham Hotspur        | 3 - 2          | Lyon             | 2 - 1 | 1 - 1  |
| Naples                   | 0 - 5          | Viktoria Plzeň   | 0 - 3 | 0 - 2  |

#### Résultats et calendrier
| 14 février 2013 | BATE Borisov | 0 - 0   | Fenerbahçe | Neman Stadium, Hrodna1                     |                                            |
| 19:00           |              | (0 - 0) |            | Spectateurs : 8 021 Arbitrage : Alan Kelly | Spectateurs : 8 021 Arbitrage : Alan Kelly |
| 19:00           | Rapport      |         |            | Spectateurs : 8 021 Arbitrage : Alan Kelly | Spectateurs : 8 021 Arbitrage : Alan Kelly |

| 21 février 2013 | Fenerbahçe                          | 1 - 0   | BATE Borisov | Stade Şükrü-Saracoğlu, İstanbul                     |                                                     |
| 21:05           | Cristian Oliveira Baroni 45e (pen.) | (1 - 0) |              | Spectateurs : Huis clos2 Arbitrage : Antony Gautier | Spectateurs : Huis clos2 Arbitrage : Antony Gautier |
| 21:05           | Rapport                             |         |              | Spectateurs : Huis clos2 Arbitrage : Antony Gautier | Spectateurs : Huis clos2 Arbitrage : Antony Gautier |

| 14 février 2013 | Inter Milan     | 2 - 0   | CFR Cluj | Stadio Giuseppe Meazza, Milan                        |                                                      |
| 21:05           | Palacio 20e 87e | (1 - 0) |          | Spectateurs : 14 790 Arbitrage : Michael Koukoulakis | Spectateurs : 14 790 Arbitrage : Michael Koukoulakis |
| 21:05           | Rapport         |         |          | Spectateurs : 14 790 Arbitrage : Michael Koukoulakis | Spectateurs : 14 790 Arbitrage : Michael Koukoulakis |

| 21 février 2013 | CFR Cluj | 0 - 3   | Inter Milan                    | Stade Docteur-Constantin-Rădulescu, Cluj-Napoca |                                           |
| 19:00           |          | (0 - 2) | 22e 45+1e Guarín · 89e Benassi | Spectateurs : 6 000 Arbitrage : Paweł Gil       | Spectateurs : 6 000 Arbitrage : Paweł Gil |
| 19:00           | Rapport  |         |                                | Spectateurs : 6 000 Arbitrage : Paweł Gil       | Spectateurs : 6 000 Arbitrage : Paweł Gil |

| 14 février 2013 | Levante                                     | 3 - 0   | Olympiakos | Stade Ciutat de València, Valence             |                                               |
| 19:00           | Ríos 10e · Barkero 40e (pen.) · Martins 56e | (2 - 0) |            | Spectateurs : 14 000 Arbitrage : Manuel Gräfe | Spectateurs : 14 000 Arbitrage : Manuel Gräfe |
| 19:00           | Rapport                                     |         |            | Spectateurs : 14 000 Arbitrage : Manuel Gräfe | Spectateurs : 14 000 Arbitrage : Manuel Gräfe |

| 21 février 2013 | Olympiakos | 0 - 1   | Levante    | Stade Karaïskaki, Le Pirée                 |                                            |
| 21:05           |            | (0 - 1) | 9e Martins | Spectateurs : 30 000 Arbitrage : Matej Jug | Spectateurs : 30 000 Arbitrage : Matej Jug |
| 21:05           | Rapport    |         |            | Spectateurs : 30 000 Arbitrage : Matej Jug | Spectateurs : 30 000 Arbitrage : Matej Jug |

| 14 février 2013 | Zénith Saint-Pétersbourg | 2 - 0   | Liverpool | Stade Petrovski, Saint-Pétersbourg                       |                                                          |
| 18:00           | Semak 69e · Hulk 72e     | (0 - 0) |           | Spectateurs : 21 000 Arbitrage : Carlos Velasco Carballo | Spectateurs : 21 000 Arbitrage : Carlos Velasco Carballo |
| 18:00           | Rapport                  |         |           | Spectateurs : 21 000 Arbitrage : Carlos Velasco Carballo | Spectateurs : 21 000 Arbitrage : Carlos Velasco Carballo |

| 21 février 2013 | Liverpool                  | 3 - 1   | Zénith Saint-Pétersbourg | Anfield Road, Liverpool                        |                                                |
| 21:05           | Suárez 28e 59e · Allen 43e | (2 - 1) | 19e Hulk                 | Spectateurs : 43 025 Arbitrage : Björn Kuipers | Spectateurs : 43 025 Arbitrage : Björn Kuipers |
| 21:05           | Rapport                    |         |                          | Spectateurs : 43 025 Arbitrage : Björn Kuipers | Spectateurs : 43 025 Arbitrage : Björn Kuipers |

| 14 février 2013 | Dynamo Kiev | 1 - 1   | Bordeaux     | Stade olympique de Kiev, Kiev                    |                                                  |
| 19:00           | Haruna 20e  | (1 - 1) | 23e Obraniak | Spectateurs : 35 000 Arbitrage : Alexandru Tudor | Spectateurs : 35 000 Arbitrage : Alexandru Tudor |
| 19:00           | Rapport     |         |              | Spectateurs : 35 000 Arbitrage : Alexandru Tudor | Spectateurs : 35 000 Arbitrage : Alexandru Tudor |

| 21 février 2013 | Bordeaux    | 1 - 0   | Dynamo Kiev | Stade Jacques-Chaban-Delmas, Bordeaux       |                                             |
| 21:05           | Diabaté 41e | (1 - 0) |             | Spectateurs : 11 889 Arbitrage : Ivan Bebek | Spectateurs : 11 889 Arbitrage : Ivan Bebek |
| 21:05           | Rapport     |         |             | Spectateurs : 11 889 Arbitrage : Ivan Bebek | Spectateurs : 11 889 Arbitrage : Ivan Bebek |

| 14 février 2013 | Bayer Leverkusen | 0 - 1   | Benfica Lisbonne  | BayArena, Leverkusen                                 |                                                      |
| 19:00           |                  | (0 - 0) | 61e Óscar Cardozo | Spectateurs : 25 375 Arbitrage : Antonio Mateu Lahoz | Spectateurs : 25 375 Arbitrage : Antonio Mateu Lahoz |
| 19:00           | Rapport          |         |                   | Spectateurs : 25 375 Arbitrage : Antonio Mateu Lahoz | Spectateurs : 25 375 Arbitrage : Antonio Mateu Lahoz |

| 21 février 2013 | Benfica Lisbonne         | 2 - 1   | Bayer Leverkusen | Estádio da Luz, Lisbonne                        |                                                 |
| 21:05           | Ola John 60e · Matić 77e | (0 - 0) | 75e Schürrle     | Spectateurs : 35 000 Arbitrage : Pavel Královec | Spectateurs : 35 000 Arbitrage : Pavel Královec |
| 21:05           | Rapport                  |         |                  | Spectateurs : 35 000 Arbitrage : Pavel Královec | Spectateurs : 35 000 Arbitrage : Pavel Královec |

| 14 février 2013 | Newcastle United | 0 - 0   | Metalist Kharkiv | St James' Park, Newcastle upon Tyne               |                                                   |
| 21:05           |                  | (0 - 0) |                  | Spectateurs : 30 157 Arbitrage : Tom Harald Hagen | Spectateurs : 30 157 Arbitrage : Tom Harald Hagen |
| 21:05           | Rapport          |         |                  | Spectateurs : 30 157 Arbitrage : Tom Harald Hagen | Spectateurs : 30 157 Arbitrage : Tom Harald Hagen |

| 21 février 2013 | Metalist Kharkiv | 0 - 1   | Newcastle United        | Stade Metalist, Kharkiv                         |                                                 |
| 19:00           |                  | (0 - 0) | 64e (pen.) Shola Ameobi | Spectateurs : 39 973 Arbitrage : Serge Gumienny | Spectateurs : 39 973 Arbitrage : Serge Gumienny |
| 19:00           | Rapport          |         |                         | Spectateurs : 39 973 Arbitrage : Serge Gumienny | Spectateurs : 39 973 Arbitrage : Serge Gumienny |

| 14 février 2013 | Stuttgart   | 1 - 1   | Genk       | Mercedes-Benz Arena, Stuttgart                   |                                                  |
| 21:05           | Gentner 42e | (1 - 0) | 90+1e Plet | Spectateurs : 15 200 Arbitrage : Manuel De Sousa | Spectateurs : 15 200 Arbitrage : Manuel De Sousa |
| 21:05           | Rapport     |         |            | Spectateurs : 15 200 Arbitrage : Manuel De Sousa | Spectateurs : 15 200 Arbitrage : Manuel De Sousa |

| 21 février 2013 | Genk    | 0 - 2   | Stuttgart              | Cristal Arena, Genk  |                      |
| 19:00           |         | (0 - 1) | 45e Boka · 58e Gentner | Spectateurs : 16 000 | Spectateurs : 16 000 |
| 19:00           | Rapport |         |                        | Spectateurs : 16 000 | Spectateurs : 16 000 |

| 14 février 2013 | Atlético Madrid | 0 - 2   | Rubin Kazan                 | Stade Vicente-Calderón, Madrid              |                                             |
| 21:05           |                 | (0 - 1) | 6e Karadeniz · 90+5e Orbaiz | Spectateurs : 25 000 Arbitrage : István Vad | Spectateurs : 25 000 Arbitrage : István Vad |
| 21:05           | Rapport         |         |                             | Spectateurs : 25 000 Arbitrage : István Vad | Spectateurs : 25 000 Arbitrage : István Vad |

| 21 février 2013 | Rubin Kazan | 0 - 1   | Atlético Madrid | Stade Loujniki, Moscou3                        |                                                |
| 18:00           |             | (0 - 0) | 84e Falcao      | Spectateurs : 3 000 Arbitrage : Ovidiu Haţegan | Spectateurs : 3 000 Arbitrage : Ovidiu Haţegan |
| 18:00           | Rapport     |         |                 | Spectateurs : 3 000 Arbitrage : Ovidiu Haţegan | Spectateurs : 3 000 Arbitrage : Ovidiu Haţegan |

| 14 février 2013 | Ajax Amsterdam                   | 2 - 0   | Steaua Bucareșt | Amsterdam ArenA, Amsterdam                         |                                                    |
| 19:00           | Alderweireld 28e · van Rhijn 48e | (1 - 0) |                 | Spectateurs : 51 493 Arbitrage : Stanislav Todorov | Spectateurs : 51 493 Arbitrage : Stanislav Todorov |
| 19:00           | Rapport                          |         |                 | Spectateurs : 51 493 Arbitrage : Stanislav Todorov | Spectateurs : 51 493 Arbitrage : Stanislav Todorov |

| 21 février 2013 | Steaua Bucareșt                         | 2 - 0 a. p.     | Ajax Amsterdam                         | Arena Națională, Bucareșt4    |                               |
| 21:05           | Latovlevici 38e · Chiricheș 76e         | (1 - 0)         |                                        | Arbitrage : Paolo Tagliavento | Arbitrage : Paolo Tagliavento |
| 21:05           | Rapport                                 |                 |                                        | Arbitrage : Paolo Tagliavento | Arbitrage : Paolo Tagliavento |
| 21:05           | Rusescu · Nikolić · Filip · Latovlevici | Tirs au but 4–2 | Eriksen · Schøne · de Jong · Moisander | Arbitrage : Paolo Tagliavento | Arbitrage : Paolo Tagliavento |

| 14 février 2013 | FC Bâle                    | 2 - 0   | FK Dnipro | Bâle                                              |                                                   |
| 21:05           | Stocker 23e · Streller 67e | (1 - 0) |           | Spectateurs : 8 314 Arbitrage : Svein Oddvar Moen | Spectateurs : 8 314 Arbitrage : Svein Oddvar Moen |
| 21:05           | Rapport                    |         |           | Spectateurs : 8 314 Arbitrage : Svein Oddvar Moen | Spectateurs : 8 314 Arbitrage : Svein Oddvar Moen |

| 21 février 2013 | FK Dnipro            | 1 - 1   | FC Bâle          | Dnipro Arena, Dnipropetrovsk |                           |
| 19:00           | Seleznyov 76e (pen.) | (0 - 0) | 81e (pen.) Schär | Arbitrage : Deniz Aytekin    | Arbitrage : Deniz Aytekin |
| 19:00           | Rapport              |         |                  | Arbitrage : Deniz Aytekin    | Arbitrage : Deniz Aytekin |

| 14 février 2013 | Anji Makhatchkala                       | 3 - 1   | Hanovre 96 | Stade Loujniki, Moscou5                          |                                                  |
| 18:00           | Eto'o 34e · Ahmedov 48e · Boussoufa 64e | (1 - 1) | 22e Huszti | Spectateurs : 7 000 Arbitrage : Marijo Strahonja | Spectateurs : 7 000 Arbitrage : Marijo Strahonja |
| 18:00           | Rapport                                 |         |            | Spectateurs : 7 000 Arbitrage : Marijo Strahonja | Spectateurs : 7 000 Arbitrage : Marijo Strahonja |

| 21 février 2013 | Hanovre 96       | 1 - 1   | Anji Makhatchkala   | AWD-Arena, Hanovre                              |                                                 |
| 21:05           | Sérgio Pinto 70e | (0 - 0) | 90+9e Lacina Traoré | Spectateurs : 40 000 Arbitrage : Jonas Eriksson | Spectateurs : 40 000 Arbitrage : Jonas Eriksson |
| 21:05           | Rapport          |         |                     | Spectateurs : 40 000 Arbitrage : Jonas Eriksson | Spectateurs : 40 000 Arbitrage : Jonas Eriksson |

| 14 février 2013 | Sparta Prague | 0 - 1   | Chelsea FC | Generali Arena, Prague                          |                                                 |
| 19:00           |               | (0 - 0) | 82e Oscar  | Spectateurs : 18 951 Arbitrage : Daniele Orsato | Spectateurs : 18 951 Arbitrage : Daniele Orsato |
| 19:00           | Rapport       |         |            | Spectateurs : 18 951 Arbitrage : Daniele Orsato | Spectateurs : 18 951 Arbitrage : Daniele Orsato |

| 21 février 2013 | Chelsea FC   | 1 - 1   | Sparta Prague | Stamford Bridge, Londres                            |                                                     |
| 21:05           | Hazard 90+1e | (0 - 1) | 17e Lafata    | Spectateurs : 38 642 Arbitrage : Aleksandar Stavrev | Spectateurs : 38 642 Arbitrage : Aleksandar Stavrev |
| 21:05           | Rapport      |         |               | Spectateurs : 38 642 Arbitrage : Aleksandar Stavrev | Spectateurs : 38 642 Arbitrage : Aleksandar Stavrev |

| 14 février 2013 | Borussia Mönchengladbach                          | 3 - 3   | Lazio Rome                     | Borussia-Park, Mönchengladbach                  |                                                 |
| 21:05           | Stranzl 17e (pen.) · Marx 84e (pen.) · Arango 88e | (1 - 0) | 57e Floccari · 64e 90+4e Kozák | Spectateurs : 46 279 Arbitrage : Sergei Karasev | Spectateurs : 46 279 Arbitrage : Sergei Karasev |
| 21:05           | Rapport                                           |         |                                | Spectateurs : 46 279 Arbitrage : Sergei Karasev | Spectateurs : 46 279 Arbitrage : Sergei Karasev |

| 21 février 2013 | Lazio Rome                  | 2 - 0   | Borussia Mönchengladbach | Stadio Olimpico, Rome                          |                                                |
| 19:00           | Candreva 10e · González 33e | (2 - 0) |                          | Spectateurs : 25 000 Arbitrage : Hüseyin Göçek | Spectateurs : 25 000 Arbitrage : Hüseyin Göçek |
| 19:00           | Rapport                     |         |                          | Spectateurs : 25 000 Arbitrage : Hüseyin Göçek | Spectateurs : 25 000 Arbitrage : Hüseyin Göçek |

| 14 février 2013 | Tottenham Hotspur | 2 - 1   | Lyon       | White Hart Lane, Londres                       |                                                |
| 21:05           | Bale 45e 90+3e    | (1 - 0) | 55e Umtiti | Spectateurs : 31 762 Arbitrage : Pedro Proença | Spectateurs : 31 762 Arbitrage : Pedro Proença |
| 21:05           | Rapport           |         |            | Spectateurs : 31 762 Arbitrage : Pedro Proença | Spectateurs : 31 762 Arbitrage : Pedro Proença |

| 21 février 2013 | Lyon         | 1 - 1   | Tottenham Hotspur | Stade Gerland, Lyon                             |                                                 |
| 19:00           | Gonalons 17e | (1 - 0) | 90e Dembélé       | Spectateurs : 38 761 Arbitrage : Wolfgang Stark | Spectateurs : 38 761 Arbitrage : Wolfgang Stark |
| 19:00           | Rapport      |         |                   | Spectateurs : 38 761 Arbitrage : Wolfgang Stark | Spectateurs : 38 761 Arbitrage : Wolfgang Stark |

| 14 février 2013 | Naples  | 0 - 3   | Viktoria Plzeň                       | Stadio San Paolo, Naples                        |                                                 |
| 19:00           |         | (0 - 1) | 28e Darida · 79e Rajtoral · 90e Tecl | Spectateurs : 15 000 Arbitrage : Pol van Boekel | Spectateurs : 15 000 Arbitrage : Pol van Boekel |
| 19:00           | Rapport |         |                                      | Spectateurs : 15 000 Arbitrage : Pol van Boekel | Spectateurs : 15 000 Arbitrage : Pol van Boekel |

| 21 février 2013 | Viktoria Plzeň         | 2 - 0   | Naples | Štruncovy Sady, Plzeň                          |                                                |
| 21:05           | Kovařík 51e · Tecl 74e | (0 - 0) |        | Spectateurs : 11 067 Arbitrage : Viktor Kassai | Spectateurs : 11 067 Arbitrage : Viktor Kassai |
| 21:05           | Rapport                |         |        | Spectateurs : 11 067 Arbitrage : Viktor Kassai | Spectateurs : 11 067 Arbitrage : Viktor Kassai |

Notes
- Note 1 : Le BATE Borisov joue son match au Neman Stadium, à Hrodna puisque leur stade habituel, le Stade Gorodskoï, à Baryssaw, n'est pas aux normes UEFA.
- Note 2 : Fenerbahçe joue son match à huis clos à cause d'incidents contre le Borussia Mönchengladbach, le 6 décembre 2012[2].
- Note 3 : Le Rubin Kazan joue ses matchs à domicile au Stade Loujniki de Moscou puisque leur stade habituel, le Stade central à Kazan, n'est pas aux normes UEFA.
- Note 4 : Le Steaua Bucareșt joue son match à l'Arena Națională, à Bucareșt puisque le Stade Ghencea  (Bucareșt), qui est leur stade habituel, n'est pas conforme aux normes UEFA.
- Note 5 :L'Anji Makhatchkala joue son match au Stade Loujniki, à Moscou en raison de règles de sécurité dues à la situation politique de la ville de Makhatchkala, où se trouve leur stade, le Stade Dynamo, et à l'autonomie de la République du Daghestan[3].

### Huitièmes de finale
| Équipe 1             | Résultat | Équipe 2                 | Aller | Retour  |
| -------------------- | -------- | ------------------------ | ----- | ------- |
| FC Viktoria Plzeň    | 1 - 2    | Fenerbahçe               | 0 - 1 | 1 - 1   |
| Benfica Lisbonne     | 4 - 2    | Girondins de Bordeaux    | 1 - 0 | 3 - 2   |
| FK Anji Makhatchkala | 0 - 1    | Newcastle United         | 0 - 0 | 0 - 1   |
| VfB Stuttgart        | 1 - 5    | Lazio Rome               | 0 - 2 | 1 - 3   |
| Tottenham Hotspur    | E4 - 4   | Inter Milan              | 3 - 0 | 1 - 4ap |
| Levante UD           | 0 - 2    | Rubin Kazan              | 0 - 0 | 0 - 2ap |
| FC Bâle              | 2 - 1    | Zénith Saint-Pétersbourg | 2 - 0 | 0 - 1   |
| Steaua Bucarest      | 2 - 3    | Chelsea FC               | 1 - 0 | 1 - 3   |

#### Résultats et calendrier
| 7 mars 2013 | Anji Makhatchkala | 0 - 0   | Newcastle United | Stade Loujniki, Moscou1                    |                                            |
| 18:00       |                   | (0 - 0) |                  | Spectateurs : 5 000 Arbitrage : István Vad | Spectateurs : 5 000 Arbitrage : István Vad |
| 18:00       | Rapport           |         |                  | Spectateurs : 5 000 Arbitrage : István Vad | Spectateurs : 5 000 Arbitrage : István Vad |

| 14 mars 2013 | Newcastle United | 1 - 0   | Anji Makhatchkala | St James' Park, Newcastle upon Tyne            |                                                |
| 21:05        | Cissé 90+3e      | (0 - 0) |                   | Spectateurs : 45 487 Arbitrage : Deniz Aytekin | Spectateurs : 45 487 Arbitrage : Deniz Aytekin |
| 21:05        | Rapport          |         |                   | Spectateurs : 45 487 Arbitrage : Deniz Aytekin | Spectateurs : 45 487 Arbitrage : Deniz Aytekin |

| 7 mars 2013 | Viktoria Plzeň | 0 - 1   | Fenerbahçe | Štruncovy Sady, Plzeň                            |                                                  |
| 19:00       |                | (0 - 0) | 81e Webó   | Spectateurs : 11 701 Arbitrage : Gianluca Rocchi | Spectateurs : 11 701 Arbitrage : Gianluca Rocchi |
| 19:00       | Rapport        |         |            | Spectateurs : 11 701 Arbitrage : Gianluca Rocchi | Spectateurs : 11 701 Arbitrage : Gianluca Rocchi |

| 14 mars 2013 | Fenerbahçe | 1 - 1   | Viktoria Plzeň | Stade Şükrü-Saracoğlu, İstanbul |                          |
| 21:05        | Uçan 44e   | (1 - 0) | 61e Darida     | Arbitrage : Manuel Gräfe        | Arbitrage : Manuel Gräfe |
| 21:05        | Rapport    |         |                | Arbitrage : Manuel Gräfe        | Arbitrage : Manuel Gräfe |

| 7 mars 2013 | Stuttgart | 0 - 2   | Lazio Rome              | Mercedes-Benz Arena, Stuttgart                   |                                                  |
| 19:00       |           | (0 - 1) | 21e Ederson · 56e Onazi | Spectateurs : 28 750 Arbitrage : Alexandru Tudor | Spectateurs : 28 750 Arbitrage : Alexandru Tudor |
| 19:00       | Rapport   |         |                         | Spectateurs : 28 750 Arbitrage : Alexandru Tudor | Spectateurs : 28 750 Arbitrage : Alexandru Tudor |

| 14 mars 2013 | Lazio Rome      | 3 - 1   | Stuttgart  | Stadio Olimpico, Rome        |                              |
| 21:05        | Kozák 6e 8e 87e | (2 - 0) | 62e Hajnal | Arbitrage : Tom Harald Hagen | Arbitrage : Tom Harald Hagen |
| 21:05        | Rapport         |         |            | Arbitrage : Tom Harald Hagen | Arbitrage : Tom Harald Hagen |

| 7 mars 2013 | Steaua Bucareșt    | 1 - 0   | Chelsea | Arena Națională, Bucareșt2                      |                                                 |
| 19:00       | Rusescu 34e (pen.) | (1 - 0) |         | Spectateurs : 53 000 Arbitrage : Sergei Karasev | Spectateurs : 53 000 Arbitrage : Sergei Karasev |
| 19:00       | Rapport            |         |         | Spectateurs : 53 000 Arbitrage : Sergei Karasev | Spectateurs : 53 000 Arbitrage : Sergei Karasev |

| 14 mars 2013 | Chelsea                           | 3 - 1   | Steaua Bucareșt | Stamford Bridge, Londres                         |                                                  |
| 21:05        | Mata 34e · Terry 58e · Torres 71e | (1 - 1) | 45+1e Chiricheș | Spectateurs : 28 817 Arbitrage : Stéphane Lannoy | Spectateurs : 28 817 Arbitrage : Stéphane Lannoy |
| 21:05        | Rapport                           |         |                 | Spectateurs : 28 817 Arbitrage : Stéphane Lannoy | Spectateurs : 28 817 Arbitrage : Stéphane Lannoy |

| 7 mars 2013 | Benfica Lisbonne   | 1 - 0   | Bordeaux | Estádio da Luz, Lisbonne                    |                                             |
| 21:05       | Carrasso 21e (csc) | (0 - 0) |          | Spectateurs : 43 248 Arbitrage : Alon Yefet | Spectateurs : 43 248 Arbitrage : Alon Yefet |
| 21:05       | Rapport            |         |          | Spectateurs : 43 248 Arbitrage : Alon Yefet | Spectateurs : 43 248 Arbitrage : Alon Yefet |

| 14 mars 2013 | Bordeaux                         | 2 - 3   | Benfica Lisbonne             | Stade Jacques-Chaban-Delmas, Bordeaux                |                                                      |
| 21:05        | Diabaté 74e · Jardel 90+1e (csc) | (0 - 1) | 30eJardel · 75e 90+2eCardozo | Spectateurs : 30 000 Arbitrage : Ovidiu Alin Hategan | Spectateurs : 30 000 Arbitrage : Ovidiu Alin Hategan |
| 21:05        | Rapport                          |         |                              | Spectateurs : 30 000 Arbitrage : Ovidiu Alin Hategan | Spectateurs : 30 000 Arbitrage : Ovidiu Alin Hategan |

| 7 mars 2013 | Tottenham Hotspur                         | 3 - 0   | Inter Milan | White Hart Lane, Londres                             |                                                      |
| 21:05       | Bale 6e · Sigurðsson 18e · Vertonghen 53e | (2 - 0) |             | Spectateurs : 34 353 Arbitrage : Antonio Mateu Lahoz | Spectateurs : 34 353 Arbitrage : Antonio Mateu Lahoz |
| 21:05       | Rapport                                   |         |             | Spectateurs : 34 353 Arbitrage : Antonio Mateu Lahoz | Spectateurs : 34 353 Arbitrage : Antonio Mateu Lahoz |

| 14 mars 2013 | Inter Milan                                                 | 4 - 1 a. p. | Tottenham Hotspur | Stadio Giuseppe Meazza, Milan               |                                             |
| 19:00        | Cassano 20e · Palacio 52e · Gallas 75e (csc) · Álvarez 110e | (1 - 0)     | Adebayor 96e      | Spectateurs : 18 241 Arbitrage : Ivan Bebek | Spectateurs : 18 241 Arbitrage : Ivan Bebek |
| 19:00        | Rapport                                                     |             |                   | Spectateurs : 18 241 Arbitrage : Ivan Bebek | Spectateurs : 18 241 Arbitrage : Ivan Bebek |

| 7 mars 2013 | Levante | 0 - 0   | Rubin Kazan | Stade Ciutat de València, Valence               |                                                 |
| 21:05       |         | (0 - 0) |             | Spectateurs : 13 000 Arbitrage : Antony Gautier | Spectateurs : 13 000 Arbitrage : Antony Gautier |
| 21:05       | Rapport |         |             | Spectateurs : 13 000 Arbitrage : Antony Gautier | Spectateurs : 13 000 Arbitrage : Antony Gautier |

| 14 mars 2013 | Rubin Kazan                        | 2 - 0 a. p. | Levante | Stade Loujniki, Moscou3                            |                                                    |
| 18:00        | Salomón Rondón 100e · Dyadyun 112e | (0 - 0)     |         | Spectateurs : 1 000 Arbitrage : Aleksandar Stavrev | Spectateurs : 1 000 Arbitrage : Aleksandar Stavrev |
| 18:00        | Rapport                            |             |         | Spectateurs : 1 000 Arbitrage : Aleksandar Stavrev | Spectateurs : 1 000 Arbitrage : Aleksandar Stavrev |

| 7 mars 2013 | FC Bâle                         | 2 - 0   | Zénith Saint-Pétersbourg | St. Jakob-Park, Bâle                            |                                                 |
| 21:05       | Díaz 83e · A. Frei 90+4e (pen.) | (0 - 0) |                          | Spectateurs : 12 000 Arbitrage : Daniele Orsato | Spectateurs : 12 000 Arbitrage : Daniele Orsato |
| 21:05       | Rapport                         |         |                          | Spectateurs : 12 000 Arbitrage : Daniele Orsato | Spectateurs : 12 000 Arbitrage : Daniele Orsato |

| 14 mars 2013 | Zénith Saint-Pétersbourg | 1 - 0   | FC Bâle | Stade Petrovski, Saint-Pétersbourg         |                                            |
| 18:00        | Witsel 30e               | (1 - 0) |         | Spectateurs : 20 000 Arbitrage : Paweł Gil | Spectateurs : 20 000 Arbitrage : Paweł Gil |
| 18:00        | Rapport                  |         |         | Spectateurs : 20 000 Arbitrage : Paweł Gil | Spectateurs : 20 000 Arbitrage : Paweł Gil |

Notes
- Note 1 : L'Anji Makhatchkala joue son match au Stade Loujniki, à Moscou, en raison de règles de sécurité dues à la situation politique de la ville de Makhatchkala, où se trouve son stade, le Stade Dynamo, et à l'autonomie de la République du Daghestan[3].
- Note 2 : Le Steaua Bucareșt joue son match à l'Arena Națională, à Bucareșt puisque le Stade Ghencea (Bucareșt), qui est son stade habituel, n'est pas conforme aux normes de l'UEFA.
- Note 3 : Le Rubin Kazan joue ses matchs à domicile au Stade Loujniki de Moscou puisque son stade habituel, le Stade central à Kazan, n'est pas aux normes de l'UEFA.

## Quarts de finale
| Équipe 1          | Résultat     | Équipe 2         | Aller | Retour |
| ----------------- | ------------ | ---------------- | ----- | ------ |
| Chelsea FC        | 5 - 4        | Rubin Kazan      | 3 - 1 | 2 - 3  |
| Tottenham Hotspur | 4 - 4 1-4tab | FC Bâle          | 2 - 2 | 2 - 2  |
| Fenerbahçe        | 3 - 1        | Lazio Rome       | 2 - 0 | 1 - 1  |
| Benfica Lisbonne  | 4 - 1        | Newcastle United | 3 - 1 | 1 - 1  |

| 4 avril 2013 | Chelsea                    | 3 - 1   | Rubin Kazan       | Stamford Bridge, Londres                         |                                                  |
| 21:05        | Torres 16e 70e · Moses 32e | (2 - 1) | 41e (pen.) Natkho | Spectateurs : 32 994 Arbitrage : Gianluca Rocchi | Spectateurs : 32 994 Arbitrage : Gianluca Rocchi |
| 21:05        | Rapport                    |         |                   | Spectateurs : 32 994 Arbitrage : Gianluca Rocchi | Spectateurs : 32 994 Arbitrage : Gianluca Rocchi |

| 11 avril 2013 | Rubin Kazan                                     | 3 - 2   | Chelsea               | Stade Loujniki, Moscou1                        |                                                |
| 18:00         | Marcano 51e · Karadeniz 62e · Natkho 75e (pen.) | (0 - 1) | 5e Torres · 55e Moses | Spectateurs : 25 000 Arbitrage : Firat Aydinus | Spectateurs : 25 000 Arbitrage : Firat Aydinus |
| 18:00         | Rapport                                         |         |                       | Spectateurs : 25 000 Arbitrage : Firat Aydinus | Spectateurs : 25 000 Arbitrage : Firat Aydinus |

| 4 avril 2013 | Tottenham Hotspur             | 2 - 2   | FC Bâle                   | White Hart Lane, Londres                       |                                                |
| 21:05        | Adebayor 40e · Sigurðsson 58e | (1 - 2) | 30e Stocker · 34e F. Frei | Spectateurs : 32 361 Arbitrage : Milorad Mažić | Spectateurs : 32 361 Arbitrage : Milorad Mažić |
| 21:05        | Rapport                       |         |                           | Spectateurs : 32 361 Arbitrage : Milorad Mažić | Spectateurs : 32 361 Arbitrage : Milorad Mažić |

| 11 avril 2013 | FC Bâle                           | 2 - 2 a. p.       | Tottenham Hotspur                   | St. Jakob-Park, Bâle                           |                                                |
| 21:05         | Salah 27e · Dragović 49e          | (1 - 1)           | 23e 83e Dempsey                     | Spectateurs : 36 000 Arbitrage : Pedro Proença | Spectateurs : 36 000 Arbitrage : Pedro Proença |
| 21:05         | Rapport                           |                   |                                     | Spectateurs : 36 000 Arbitrage : Pedro Proença | Spectateurs : 36 000 Arbitrage : Pedro Proença |
| 21:05         | Schär · Streller · F. Frei · Díaz | Tirs au but 4 - 1 | Huddlestone · Sigurðsson · Adebayor | Spectateurs : 36 000 Arbitrage : Pedro Proença | Spectateurs : 36 000 Arbitrage : Pedro Proença |

| 4 avril 2013 | Fenerbahçe                   | 2 - 0   | Lazio Rome | Stade Şükrü-Saracoğlu, İstanbul                |                                                |
| 21:05        | Webó 78e (pen.) · Kuyt 90+1e | (0 - 0) |            | Spectateurs : 43 629 Arbitrage : Willie Collum | Spectateurs : 43 629 Arbitrage : Willie Collum |
| 21:05        | Rapport                      |         |            | Spectateurs : 43 629 Arbitrage : Willie Collum | Spectateurs : 43 629 Arbitrage : Willie Collum |

| 11 avril 2013 | Lazio Rome | 1 - 1   | Fenerbahçe | Stadio Olimpico, Rome                          |                                                |
| 21:05         | Lulić 60e  | (0 - 0) | 73e Erkin  | Spectateurs : 1 000 Arbitrage : Pavel Královec | Spectateurs : 1 000 Arbitrage : Pavel Královec |
| 21:05         | Rapport    |         |            | Spectateurs : 1 000 Arbitrage : Pavel Královec | Spectateurs : 1 000 Arbitrage : Pavel Královec |

| 4 avril 2013 | Benfica Lisbonne                            | 3 - 1   | Newcastle United | Estádio da Luz, Lisbonne                        |                                                 |
| 21:05        | Rodrigo 25e · Lima 65e · Cardozo 71e (pen.) | (1 - 1) | 12e Cissé        | Spectateurs : 44 133 Arbitrage : Antony Gautier | Spectateurs : 44 133 Arbitrage : Antony Gautier |
| 21:05        | Rapport                                     |         |                  | Spectateurs : 44 133 Arbitrage : Antony Gautier | Spectateurs : 44 133 Arbitrage : Antony Gautier |

| 11 avril 2013 | Newcastle United | 1 - 1   | Benfica Lisbonne | St James' Park, Newcastle upon Tyne         |                                             |
| 21:05         | Cissé 71e        | (0 - 0) | 90+2e Salvio     | Spectateurs : 52 157 Arbitrage : Ivan Bebek | Spectateurs : 52 157 Arbitrage : Ivan Bebek |
| 21:05         | Rapport          |         |                  | Spectateurs : 52 157 Arbitrage : Ivan Bebek | Spectateurs : 52 157 Arbitrage : Ivan Bebek |

Notes
- Note 1 : Le Rubin Kazan joue ses matchs à domicile au Stade Loujniki de Moscou puisque leur stade habituel, le Stade central à Kazan, n'est pas aux normes UEFA.

## Demi-finales
| Équipe 1   | Résultat | Équipe 2         | Aller | Retour |
| ---------- | -------- | ---------------- | ----- | ------ |
| Fenerbahçe | 2 - 3    | Benfica Lisbonne | 1 - 0 | 1 - 3  |
| FC Bâle    | 2 - 5    | Chelsea          | 1 - 2 | 1 - 3  |

| 25 avril 2013 | Fenerbahçe         | 1 - 0   | Benfica Lisbonne | Stade Şükrü-Saracoğlu, İstanbul                |                                                |
| 21:05 HEC     | Egemen Korkmaz 72e | (0 - 0) |                  | Spectateurs : 43 000 Arbitrage : Milorad Mažić | Spectateurs : 43 000 Arbitrage : Milorad Mažić |
| 21:05 HEC     | Rapport            |         |                  | Spectateurs : 43 000 Arbitrage : Milorad Mažić | Spectateurs : 43 000 Arbitrage : Milorad Mažić |

| 2 mai 2013 | Benfica Lisbonne            | 3 - 1   | Fenerbahçe      | Estádio da Luz, Lisbonne    |                             |
|            | Gaitán 9e · Cardozo 35e 66e | (2 - 1) | 23e (pen.) Kuyt | Arbitrage : Stéphane Lannoy | Arbitrage : Stéphane Lannoy |
|            | Rapport                     |         |                 | Arbitrage : Stéphane Lannoy | Arbitrage : Stéphane Lannoy |

| 25 avril 2013 | FC Bâle          | 1 - 2   | Chelsea                      | Parc Saint-Jacques, Bâle                        |                                                 |
| 21:05         | Schär 87e (pen.) | (0 - 1) | 21e Moses · 90+4e David Luiz | Spectateurs : 36 000 Arbitrage : Pavel Královec | Spectateurs : 36 000 Arbitrage : Pavel Královec |
| 21:05         | Rapport          |         |                              | Spectateurs : 36 000 Arbitrage : Pavel Královec | Spectateurs : 36 000 Arbitrage : Pavel Královec |

| 2 mai 2013 | Chelsea                                 | 3 - 1   | FC Bâle   | Stamford Bridge, Londres   |                            |
|            | Torres 50e · Moses 52e · David Luiz 59e | (0 - 1) | 45e Salah | Arbitrage : Jonas Eriksson | Arbitrage : Jonas Eriksson |
|            | Rapport                                 |         |           | Arbitrage : Jonas Eriksson | Arbitrage : Jonas Eriksson |

## Finale
| 15 mai 2013 | Benfica Lisbonne   | 1 – 2 | Chelsea FC                  | Amsterdam ArenA, Amsterdam                     |                                                |
| 20:45 CEST  | Cardozo 68e (pen.) |       | Torres 60e · Ivanović 90+3e | Spectateurs : 46 163 Arbitrage : Björn Kuipers | Spectateurs : 46 163 Arbitrage : Björn Kuipers |

| GK            | 1  | Artur                  |       |     |
| RB            | 34 | André Almeida          |       |     |
| CB            | 4  | Luisão                 | 62e   |     |
| CB            | 24 | Ezequiel Garay         | 45+1e | 78e |
| LB            | 25 | Lorenzo Melgarejo      |       | 66e |
| DM            | 21 | Nemanja Matić          |       |     |
| CM            | 35 | Enzo Pérez             |       |     |
| RW            | 18 | Eduardo Salvio         |       |     |
| AM            | 20 | Nicolás Gaitán         |       |     |
| LW            | 19 | Rodrigo                |       | 66e |
| CF            | 7  | Óscar Cardozo          |       |     |
| Remplaçants : |    |                        |       |     |
| GK            | 13 | Paulo Lopes            |       |     |
| DF            | 33 | Jardel                 |       | 78e |
| MF            | 89 | André Gomes            |       |     |
| MF            | 23 | Jonathan Urretaviscaya |       |     |
| MF            | 10 | Pablo Aimar            |       |     |
| MF            | 15 | Ola John               |       | 66e |
| FW            | 11 | Lima                   |       | 66e |
| Entraîneur :  |    |                        |       |     |
| Jorge Jesus   |    |                        |       |     |

| GK             | 1  | Petr Čech          |     |
| RB             | 28 | César Azpilicueta  |     |
| CB             | 2  | Branislav Ivanović |     |
| CB             | 24 | Gary Cahill        |     |
| LB             | 3  | Ashley Cole        |     |
| DM             | 4  | David Luiz         |     |
| CM             | 8  | Frank Lampard      |     |
| RW             | 7  | Ramires            |     |
| AM             | 10 | Juan Mata          |     |
| LW             | 11 | Oscar              | 14e |
| CF             | 9  | Fernando Torres    |     |
| Remplaçants :  |    |                    |     |
| GK             | 22 | Ross Turnbull      |     |
| DF             | 19 | Paulo Ferreira     |     |
| MF             | 12 | John Obi Mikel     |     |
| MF             | 57 | Nathan Aké         |     |
| MF             | 30 | Yossi Benayoun     |     |
| MF             | 13 | Victor Moses       |     |
| FW             | 21 | Marko Marin        |     |
| Entraîneur :   |    |                    |     |
| Rafael Benítez |    |                    |     |

Arbitrage Björn Kuipers
- Touches
  -  Sander van Roekel
  -  Erwin Zeinstra
- 4e arbitre
  -  Felix Brych
- Surface
  -  Pol van Boekel
  -  Richard Liesveld